# Blatino Erotica Awards

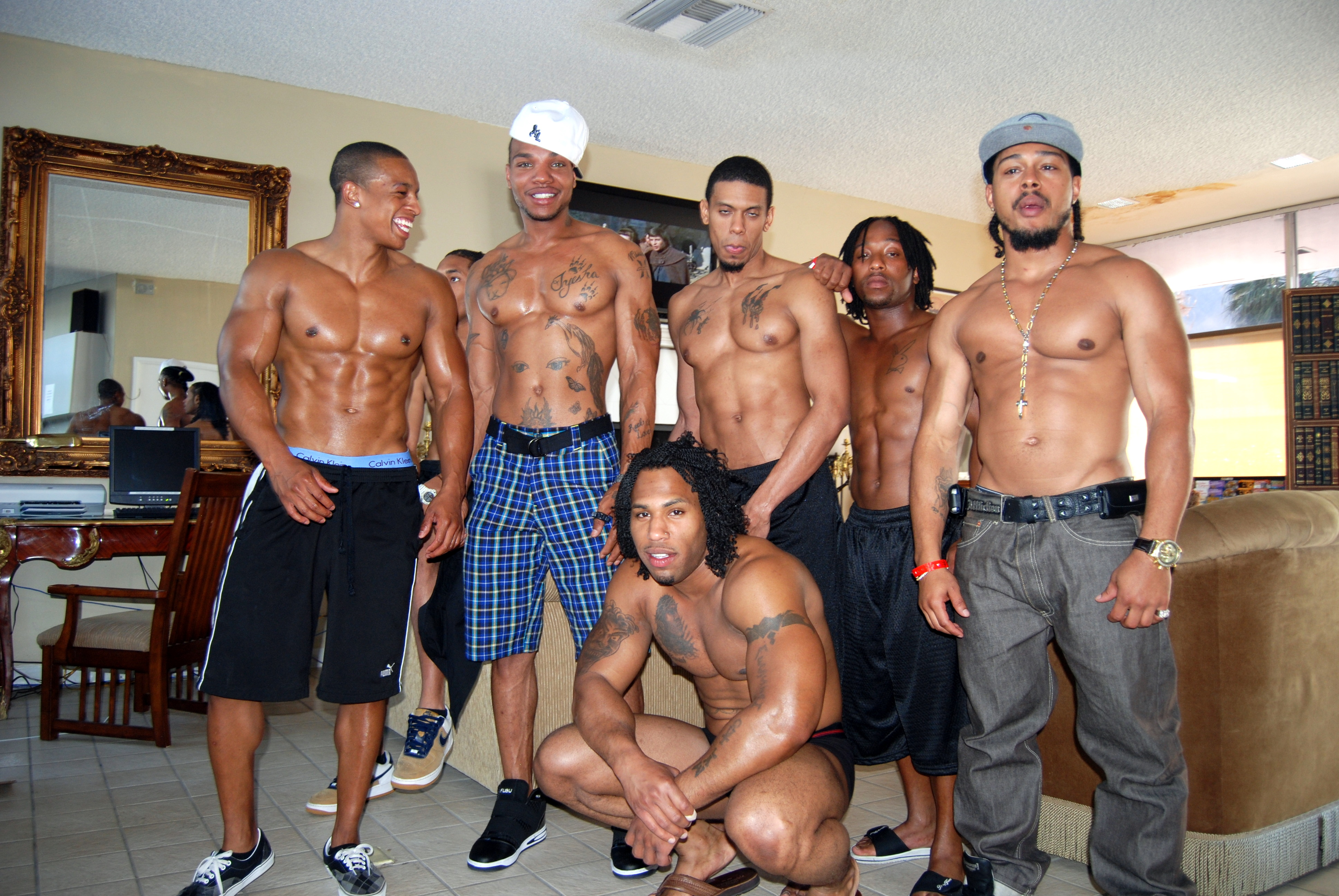
Photo prise durant les Blatino Erotica Awards en 2010. De gauche à droite : Tyson Kobie, Cornbread, Miguel, Shorty J., Castro a.k.a. Supreme, and Brick.

Les Blatino Erotica Awards sont des prix qui récompensent le travail des artistes de couleurs dans la pornographie gay. Le mot « blatino » est un mot-valise composé de black et latino.

## Historique
Les Blatino Erotica Awards ont été créés en 2007 lors du Blatino Oasis à Palm Springs, une destination touristique pour les homosexuels et les bisexuels afro-américains et latino-américains.
Le but de ces prix était de « reconnaître les contributions souvent ignorées des hommes d'origine africaine ou latino dans l'industrie pornographique, ou dont le travail est considéré comme érotique ou sexuel ».
Les cérémonies semblent s'être arrêtées depuis 2012.

## Lauréats
Ces prix ont récompensé des vedettes de la pornographie gay tels que Tiger Tyson (2007), Marc Williams (2008), Sebastian Rio (2008) Bobby Blake (2009), Ty Lattimore (2010), Diesel Washington (2011) et Randy Cochran (2012).